# Lost People
Lost People: Magic and the Legacy of Slavery in Madagascar est un livre présentant une étude ethnographique de Betafo à Madagascar réalisée par l'anthropologue David Graeber. Le livre a été publié par l'Indiana University Press en 2007 en anglais, et aucune traduction n'existe actuellement.

## Lectures complémentaires
- Rosabelle Boswell, « Rev. of Lost People: Magic and the Legacy of Slavery in Madagascar by David Graeber », The Journal of the Royal Anthropological Institute, vol. 16, no 1,‎ mars 2010, p. 186–188 (ISSN 1359-0987, DOI 10.1111/j.1467-9655.2009.01604_21.x, JSTOR 40541832)
- Margaret L. Brown, « Rev. of Lost People: Magic and the Legacy of Slavery in Madagascar by David Graeber », American Ethnologist, vol. 37, no 2,‎ mai 2010, p. 406–407 (ISSN 1548-1425, DOI 10.1111/j.1548-1425.2010.01262_23.x, JSTOR 40784550)
- Gwyn Campbell, « Rev. of Lost People: Magic and the Legacy of Slavery in Madagascar by David Graeber », The American Historical Review, vol. 113, no 4,‎ octobre 2008, p. 1279–1280 (ISSN 0002-8762, DOI 10.1086/ahr.113.4.1279, JSTOR 30223433)
- Gwyn Campbell et David Graeber, « Communications », The American Historical Review, vol. 114, no 1,‎ février 2009, p. 268–270 (ISSN 0002-8762, DOI 10.1086/ahr.114.1.268-a, JSTOR 30223774)
- Eva Keller, « Rev. of Lost People: Magic and the Legacy of Slavery in Madagascar by David Graeber », African Studies Review, vol. 52, no 1,‎ avril 2009, p. 165–167 (ISSN 0002-0206, DOI 10.1353/arw.0.0139, JSTOR 27667428, lire en ligne)
- Detlev Krige, « David Graeber. Lost People: Magic and the Legacy of Slavery in Madagascar. Bloomington and Indianapolis: Indiana University Press, 2007. », African Studies Quarterly, vol. 11, no 1,‎ 2009 (ISSN 2152-2448)
- Yancey Orr, « In the Society of Story (Rev. of Lost People: Magic and the Legacy of Slavery in Madagascar by David Graeber) », Current Anthropology, vol. 50, no 6,‎ décembre 2009, p. 967–968 (ISSN 0011-3204, DOI 10.1086/605992, JSTOR 10.1086/605992, S2CID 142098121)
- A.F. Roberts, « Lost People: Magic and the Legacy of Slavery in Madagascar », CHOICE: Current Reviews for Academic Libraries, vol. 46, no 1,‎ septembre 2008, p. 150 (ISSN 0009-4978)
- Genese Sodikoff, « Rev. of Lost People: Magic and the Legacy of Slavery in Madagascar by David Graeber », The International Journal of African Historical Studies, vol. 41, no 2,‎ janvier 2008, p. 325–326 (ISSN 0361-7882, JSTOR 40282497)
- (it) Javier González Díez, « David Graeber: un'antropologia per la rivoluzione. Movimenti, etnografia, democrazia diretta e società contro lo Stato », L'Indice dei Libri del Mese, nos 7/8,‎ 2013, p. 14 (lire en ligne)